# Kimio Yabuki
Kimio Yabuki (矢吹 公郎, Yabuki Kimio), né le 6 décembre 1934 est un réalisateur d'animes et scénariste japonais. 

## Biographie
Kimio Yabuki a fait ses études à l'université des arts de Tokyo. Il entre au département animation de la Toei en 1963.

## Filmographie

### Comme réalisateur
- 1963 : Wanpaku ōji no orochi taiji (わんぱく王子の大蛇退治?), assistant-réalisateur
- 1963-1965 : Ōkami shōnen Ken (狼少年ケン, Ken l'enfant loup?), série télévisée
- 1968 : Les Contes d'Andersen (アンデルセン物語, Andesen monogatari?)
- 1969 : Le Chat botté (長靴をはいた猫, Nagagutsu o haita neko?)[1]
- 1975-1982 : Ikkyu-san (一休さん?)
- 1980 : La Forêt enchantée (森は生きている, Sekai meisaku dōwa - mori wa ikiteiru?)
- 1981 : Le Lac des cygnes
- 1982-1984 : Mes tendres années (Ｔｈｅかぼちゃワイン?), série télévisée
- 1985 : Rainbow Brite and the Star Stealer

### Comme scénariste
- 1984  : Twelve Months
- 1989: Le livre de la jungle: les aventures de Moogli (série télévisée)